# Mimudea conistolalis
Mimudea conistolalis là một loài bướm đêm trong họ Crambidae.